# 大東精機 (鋼材加工機メーカー)
大東精機株式会社（だいとうせいき、英称:DAITO SEIKI CO., LTD.）は、兵庫県尼崎市に本社を置く機械メーカー。鋼材用帯鋸盤、形鋼用孔明機ほか形鋼加工機一式、形鋼加工システムの製造販売、帯鋸刃の製造販売を行っている。

## 特色
形鋼加工機（バンドソー、ドリルマシン）は、日本の流通業界において高シェアを占める。
代理店を通じた販売網で全国展開。アメリカ、アジア太平洋地域をはじめ海外にも進出。

## 沿革
- 1959年（昭和34年） - 兵庫県尼崎市築地にて創業。／鋼材用バンドソーマシンを開発。
- 1967年（昭和42年） - 大阪市西淀川区佃に本社工場を建設。
- 1971年（昭和46年） - 形鋼バンドソーマシンを開発。
- 1973年（昭和48年） - 社長・千田豊死去。専務・杉本忠博が社長に就任。
- 1975年（昭和50年） - 形鋼ドリルマシンを開発。
- 1981年（昭和56年） - 鋼材用NCバンドソーマシンを開発。
- 1982年（昭和57年） - 兵庫県尼崎市東初島町に本社工場を建設。
- 1983年（昭和58年） - 形鋼加工ラインシステムを開発。
- 1987年（昭和62年） - 形鋼用NCドリルマシンを開発。
- 1991年（平成3年） - 兵庫県尼崎市南初島にコスモ工場を建設。
- 1995年（平成7年） - 米国イリノイ州シカゴにDAITO U.S.A.,INC.を設立。
- 1996年（平成8年） - 形鋼用孔あけ切断複合機（ドリル・丸鋸）を開発。
- 1997年（平成9年） - H形鋼スケーラ（H形鋼研削機）を開発。
- 1999年（平成11年） - 形鋼用CNCバンドソーマシンを開発。
- 2000年（平成12年） - H形鋼用3方向丸鋸盤を開発。
- 2001年（平成13年） - 形鋼用超硬ドリルマシンを開発。
- 2003年（平成15年） - 難削材用CNCバンドソーマシンを開発。
- 2004年（平成16年） - 形鋼加工全自動ライン「DASP」を開発。
- 2007年（平成19年） - 形鋼用プラズマ切断機を開発。
- 2009年（平成21年） - 創立50周年。杉本真一が社長に就任。／H形鋼開先加工機を開発。
- 2010年（平成22年） - 形鋼用孔あけ切断複合機（ドリル・バンドソー）を開発。
- 2011年（平成23年） - コラム用開先加工機を開発。
- 2015年（平成27年） - 短材コラム用開先加工機を開発。
- 2018年（平成30年） - 形鋼用孔あけプラズマ切断複合機（ドリル・コーピングマシン）を開発。
- 2020年（令和2年） - 2020年健康経営優良法人の認定を取得。
- 2021年（令和3年） - 静岡営業所を開設。

## 製品
- バンドソー
- Ｈ形鋼ドリルマシン
- Ｈスケーラ（H形鋼研削機）
- 開先加工機（H形鋼・コラム鋼）
- コーピングマシン（プラズマ切断機）
- 形鋼用孔あけバンドソー切断複合機（ドリル・バンドソー）
- 形鋼用孔あけプラズマ切断複合機（ドリル・コーピングマシン）
- DASP（形鋼加工全自動ラインシステム）
- バンドソーブレード

## 国内拠点
- 北海道（札幌市東区）
- 仙台（仙台市宮城野区）
- 宇都宮（栃木県宇都宮市）
- 北関東（群馬県高崎市）
- 東京（東京都江東区）
- 静岡（静岡市清水区）
- 名古屋（愛知県日進市）
- 大阪（兵庫県尼崎市）
- 広島（広島県福山市）
- 福岡（福岡市東区）

## 海外拠点
- シカゴ
- 台北